# Diuturnum
Diuturnum est une encyclique publiée par le pape Léon XIII le 29 juin 1881, qui concerne l'origine du pouvoir civil. Parfois appelée Diuturnum illud, son nom vient des premiers termes en latin de ce texte : Diuturnum illud teterrimumque bellum, qui signifient « cette guerre [contre l'autorité de l'Eglise] entreprise depuis longtemps ».

## Contexte
Dans un contexte de plusieurs assassinats y compris politiques lors de la fin du XIXe siècle, par exemple celui du tsar de Russie Alexandre II le 13 mars 1881, ainsi que de la fin des états pontificaux et du pouvoir temporel du pape, l'encyclique Diuturnum, datée du 29 juin de la même année traite de l'origine divine du pouvoir civil, et aspire à une bonne articulation entre le pouvoir civil des souverains et l'autorité de l'Église.
Comme la plupart des lettres encycliques de ce siècle, les destinataires en sont les « Vénérables Frères les Patriarches, Primats, Archevêques et Evêques du monde catholique, en grâce et communion avec le Siège Apostolique ».

## Argumentaire
L'encyclique se présente comme un exposé doctrinal sur l'origine du pouvoir civil et les obligations qui en découlent pour les catholiques. Elle rappelle au préalable l'impérieuse nécessité, pour « toute association, tout groupe d'hommes », d'avoir des chefs, mais qu'un courant d'idées nouvelles vise à limiter la portée de leurs actions.
Si le souverain pontife n'interdit pas aux peuples telle ou telle forme politique qui s'adaptera le mieux « ou à leur génie propre, ou à leurs traditions et à leurs coutumes », y compris la démocratie, en revanche il rappelle l'erreur païenne où un chef ou un empereur s'attribue une autorité divine et revendique les honneurs divins, s'appuyant notamment sur trois sources< :
- l'écriture sainte, et notamment une réponse de Jésus-Christ à Ponce-Pilate durant le procès précédant sa Passion : « Tu n'aurais sur moi aucune puissance si celle que tu possèdes ne t'avait été donnée d'en haut » ;
- les recommandations de Pères de l'Église ;
- le témoignage des premiers chrétiens qui, persécutés par l'autorité impériale romaine, préféraient témoigner de leur foi au prix de leur vie plutôt que de l'abjurer, mais n'entraient pas en sédition vis-à-vis du pouvoir.

Si le pape émet le postulat que :
Les hommes ne constituent pas une race sauvage et solitaire ; c'est qu'avant toute résolution de leur volonté, leur condition naturelle est de vivre en société.
il inscrit tout pouvoir comme venant de Dieu,
Le pouvoir n'aura cet éclat et cette solidité qu'autant que Dieu apparaîtra comme la source auguste et sacrée d'où il émane.
et termine la démonstration par un appel au respect de l'autorité et des souverains, et même plus précisément l'obéissance qui leur est due (et sachant que la rétribution des gouvernants sera individuelle et à la hauteur de l'administration qu'ils auront menée) :
Résister au pouvoir de l'État, c'est s'opposer à la volonté divine, que refuser l'honneur aux souverains, c'est le refuser à Dieu.
Toutefois, une raison valable de désobéissance est reconnue dans le cas où des mesures enfreindraient la loi naturelle ou la volonté de Dieu. Pour illustrer ce dernier argument, le pape s'appuie sur des exemples des premiers chrétiens, qui « jamais [ne faillirent] au devoir d'obéissance et de respect, fût-ce au prix de leur vie » :
Le propre du soldat chrétien était d'allier la plus grande vaillance au respect le plus absolu de la discipline, de joindre à l'élévation des sentiments une inviolable fidélité envers le prince. Que s'il recevait un ordre immoral, comme de fouler aux pieds la loi de Dieu ou de tourner son épée contre d'innocents adorateurs de Jésus-Christ, alors seulement il refusait d'obéir ; mais alors aussi il préférait déposer les armes et subir la mort pour sa religion plutôt que de donner à sa résistance le caractère d'une sédition ou d'une attaque à l'autorité publique. 
Le texte dénonce alors les influences et effets de la réforme, puis du socialisme et du nihilisme.

Dans la lignée de plusieurs de ses prédécesseurs, Léon XIII en appelle enfin aux souverains, et au rôle protecteur qu'ils doivent mener avec l'Église, ainsi qu'aux évêques, s'appuyant de nouveau sur saint Augustin :
Elle [l'Église] dit aux rois de se dévouer aux peuples, elle dit aux peuples de se soumettre aux rois, montrant ainsi que tous les hommes n'ont pas tous les droits, mais que la charité est due à tous et l'injustice à personne.

## Postérité
Avec Libertas Praestantissimum et Immortale Dei du même pape Léon XIII, elle est considérée comme l'une des grandes encycliques politiques de la fin du XIXe siècle,.
Elle est citée dans le Catéchisme de l'Église catholique, au chapitre sur l'autorité (Article 2 - Participation à la vie sociale), pour rappeler que « Toute communauté humaine a besoin d'une autorité qui la régisse. ».